# چکرز
متن چپ‌چین‌شده

نمونه‌ای از حرکت‌ها در چکرز بین‌المللی.

1. چـِکِرز (یا دام یا اُتللو) یا جنگ نادر گونه‌ای بازی فکری با تخته است. در آمریکا به آن چکرز و در انگلیس به آن دراتس گفته می‌شود. این بازی معمولاً با مهره‌های تخته نرد یا شطرنج و بر روی صفحه شطرنج انجام می‌شود. بازیکنان حرکت‌هایی اریب با مهره‌ها انجام داده و با پرش از روی مهره حریف می‌توانند آن مهره را از دور بازی خارج کنند (بخورند).[۱]

علاوه بر صفحه ۶۴ خانه‌ای شطرنج، در نوع دیگری از بازی چکرز، از تخته ۱۰۰ خانه‌ای استفاده می‌شود که در ۱۰ ردیف و ۱۰ ستون نسبت به هم قرار گرفته‌اند. قوانین هر دو شبیه هم هستند. رنگ این خانه‌ها یکی‌درمیان روشن و تیره است. مهره‌های چکرز شبیه سکه و خراطی‌شده و معمولاً از جنس چوب‌اند.
برای انجام این بازی، ۲۰ مهره سفید و ۲۰ مهره سیاه استفاده می‌شود.
نام قدیمی چکرز بازی الکرک است که در بین‌النهرین ابداع شد.

## پیشینه
قدیمی‌ترین شیء یافت شده که به بازی چکرز شباهت دارد تخته‌ای خشتی است مربوط به ۵۰۰۰ سال پیش. این بازی در روزگار قدیم با سنگ‌های مخروطی‌شکل انجام می‌شد.
در اروپا نام این بازی از ملکه فرانسه در سده‌های میانه یعنی فیرژ که بعداً «دامه» (بانو، ملکه) نامیده‌شد گرفته شده است.
در زبان‌هایی مانند آلمانی، کردی و هلندی از همین واژه دامه و دام برای نامیدن این بازی استفاده می‌کنند.
چکرز انگلیسی که Draughts هم نامیده می‌شود در سده ۱۲ میلادی پدید آمد.
گفته می‌شود ناپلئون و سربازانش علاقه زیادی به این بازی داشتند و در لشکرکشی‌های خود تخته‌های چکرز را به همراه می‌بردند.
بعدها چکرز لهستانی در سطح جهانی پذیرفته‌شد.

## انواع
انواع مختلف روسی، برزیلی، ترکیه ای، اروپایی و … دارد.